# Pierre Boffin
Pierre Boffin (* 30. November 1907 in Aachen; † 1992 in Voerde) war ein deutsch-französischer Maler. Er gilt als Vertreter des Expressiven Realismus und zählt wegen des Arbeitsverbotes in den 1940er Jahren zur Gruppe der „Verschollenen Generation“.

## Leben
Pierre Boffin, eigentlich Hugo Joseph Winz, ist Sohn der aus dem französischen Verviers stammenden Mutter und seines Schwarzwälder Vaters. Er arbeitete unter dem Künstlernamen Pierre Boffin. In der Zeit des Nationalsozialismus konnte Boffin wie zahlreiche seiner Kollegen nicht arbeiten. Im Zweiten Weltkrieg geriet er in Kriegsgefangenschaft im französischen Attichy. Dort befreundet er sich mit dem Maler August Phillip Henneberger. 1943 erschien seine Erzählung „Der Schmied vom Ulex“. Nach dem Krieg wurde Boffin von den Amerikanern als Herausgeber einer Kriegsgefangenen-Zeitschrift engagiert. In dieser Zeit arbeitete er auch als Autor und Redakteur. 
Er lebte lange Zeit in Belgien, Frankreich und den Niederlanden und widmete er sich der Malerei. Zunächst arbeitete er als Autodidakt und wurde dann Schüler von Antoni Clavé in Paris. Er besuchte dort die École nationale supérieure des arts décoratifs de Paris, an der unter anderem auch Fernand Léger und Leon Dabo wirkten. Boffin lebte und arbeitete dann einige Jahre in Paris. Sein zweiter Lehrer wurde der Holländer Henry ten Holt, er besuchte seine Malklasse in Bergen. In dieser Zeit baute Boffin die souveräne Beherrschung seiner reichen Farbensprache aus. Der Schriftsteller Theodor Seidenfaden berichtete in seiner Würdigung Boffins von der gemeinsamen Arbeit in Altea.
Boffin hatte seine erste Ausstellung 1947 in Paris im Salon des Indépendants. Mit seinem expressiven Realismus erzeugte er Aufmerksamkeit. 1952 bis 1970 folgten weitere Ausstellungen in Paris, unter anderem in der Société Nationale des Beaux Arts, der Exposition Decouvrir, im Salon „Artiste Francais“ und dem Salon Teeres Latines. Er wurde in dieser Zeit von der Galerie Main im Montparnasse, der Galerie Marseilles in Paris wie auch der Galerie Foyer des Artistes vertreten. Drei weitere Jahre studierte er dann an der Düsseldorfer Kunstschule bei Rolf Sackenheim Malerei, freie Grafik und Bühnenbild. In dieser Zeit widmete sich Boffin stärker seinem grafischen und druckgrafischen Talent. Darüber hinaus belegte er Kurse in Kunstgeschichte bei Professor Heinrich Theissing. 
In London wurden seine Werke gemeinsam mit Werken von Heyssial und Georges Delplanque präsentiert. Viele seiner Arbeiten gelangten in Privatbesitz und sicherten ihm den Lebensunterhalt. In den 1970er Jahren verlagerte Boffin seinen Arbeitsschwerpunkt nach Deutschland. Bis in die späten 1980er Jahre folgten Ausstellungen, zum Beispiel bei der internationalen Kunstausstellung in Kirn, in der „Villa Engelhard“ in Düsseldorf, sowie internationale Präsentationen bei den Filmfestivals in Genf und Straßburg.
Sein graphisches Werk wurde von der Galerie Moderne II in Brüssel vertreten, die Malerei wurde in der Galerie Schöppe in München und der Galerie Campo in Antwerpen präsentiert. Noch als 80-Jähriger stellte Boffin eine Werkpräsentation für Russland zusammen. Die viel beachtete Ausstellung fand 1988 in Vilnius (Litauen) statt.
Bis zu seinem Tode im Jahr 1992 lebte Boffin in Voerde am Niederrhein, sein Atelier befand sich in der Bahnhofstraße 153.

## Werk
Boffin setzte sich in seinem Frühwerk überwiegend mit Landschaftsmalerei auseinander. Das Einfangen einer Landschaftsstimmung und die Interpretation des spannungsgeladenen Momentes eines Ortes, eines Lichtes beschäftigte ihn in seinem Werk immer wieder. Sein Hauptmerk galt jedoch der menschlichen Abbildung, dem Zusammenspiel aus innerer Regung und äußerlicher Bestimmtheit. Seine menschliche Darstellung war nicht auf ästhetische Figuren reduziert. Boffins Charaktere, fanden ihre Bedeutung immer in der Konfrontation ihrer Umgebung, einer Landschaft, einer Gruppe in politischen, wie leidenschaftlichen Momenten eingefangen. Boffin schönte seine Figuren nicht, er zeigte sie mit großer Neugierde und Direktheit. Dabei setzte er eine expressive, kraftvoll und meisterlich komponierte Farbsprache ein.
Die erotischen Motive offenbaren einen lustvollen Blick, der sich im nächsten Moment mit einer tieferen Symbolik und weiterführenden Bedeutung der Sexualität verbindet. Im Spätwerk finden sich auch radikale Auseinandersetzungen mit tagespolitischen Ereignissen, die er direkt und fordernd auf der Leinwand verewigte.
Boffin arbeitete zudem mit dem Medium Holz- und Linolschnitt.
Am Kunstmarkt sind überwiegend nur wenige, kleinformatige Aquarelle bekannt. Boffins Werke befinden sich im Privatbesitz. Der gesamte Künstlernachlass mit Ölgemälden, Aquarellen, Zeichnungen und Grafiken, sowie die Presse-/und Fotodokumentation seiner Ausstellungen und Originale seiner Gedichte sowie Widmungen seines Freundeskreises wird von KunstKontor, Wiesbaden geführt.

## Werke (Auswahl)
- Scheldehafen. Öl auf Platte, 1968
- Picknick. Öl auf Leinwand, 1978
- (ohne Titel; Landschaft), Öl auf Platte, o. J.[3]
- Landschaft mit drei Häusern. Öl auf Leinwand, o. J.
- Kindheit. 1983[4]
- Verschollene Kulturen. Aquarell, 1987
- Ohne Titel. Öl auf Leinwand, 1978, 100 × 100 cm, signiert
- Menschen in unserer kleinen Stadt.  Öl auf Leinwand, 1985, 140 × 140 cm, signiert
- ohne Titel.  Öl auf Leinwand, undatiert, 100 × 100 cm, signiert
- Empfang des Gastarbeiters in seiner Heimat.  Linolschnitt, undatiert, 50 × 60 cm, signiert
- ohne Titel.  Öl auf Leinwand, 1978, 100 × 100 cm, signiert